# Castel di Decima
Castel di Decima è la ventiseiesima zona di Roma nell'Agro romano, indicata con Z. XXVI.

## Geografia fisica

### Territorio
Si trova nell'area sud della città, esternamente al Grande Raccordo Anulare e confinante con il comune di Pomezia.
La zona confina:
- a nord con la zona Z. XXV Vallerano[1]
- a est con la zona Z. XXIII Castel di Leva[2]
- a sud con il comune di Pomezia[3]
- a ovest con la zona Z. XXIX Castel Porziano[4]

## Storia
La zona presenta tracce di frequentazione a partire dal Paleolitico e gli scavi hanno riportato alla luce un importante centro abitato dell'età del bronzo, probabilmente identificabile con la città di Politorium, distrutto nel VII secolo a.C.
In epoca romana il territorio era oggetto di sfruttamento agricolo, con la presenza di diverse ville. Fu abbandonato dopo il IV secolo d.C. Nel Medioevo vi sorsero il castello di Decima con le altre fortificazioni collegate e le torri di Decima e di San Ferdinando, in seguito centro di casali agricoli.
Nel 1865 l'avvocato Giovanni Minetti raccolse i documenti descriventi la storia della Baronia di Castel Porziano, appartenente al duca Pio Grazioli e che, già dal X secolo, comprendeva il Castellum Decimi e il Castrum Pontis Decimi, ricostruendone la storia.

## Monumenti e luoghi d'interesse

### Architetture civili
- Castello di Decima, su via Clarice Tartufari. Castello del XVIII secolo.

Il castello originale, Castrum Pontis Decimi, risale al X secolo. Nel XVIII secolo venne trasformato in castello.
- Tenuta di Perna, su via Valle di Perna.

Nella antica tenuta è presente la Torre di Perna 41.766313°N 12.456551°E, già Castrum Decimi nel X secolo, usata a guardia del castrum, e il Casale di Perna del XVI secolo. 41.766304°N 12.45689°E
- Castello di Monte di Leva, su via Falerna. Casale del XVII secolo. 41.708874°N 12.478218°E

Il castello originale, Castrum Montis Olibani, risale al XIV secolo. Nei secoli XVII-XVIII venne trasformato in casale. A circa 440 metri a nord-ovest, c'è la torre medioevale detta "VII Torre" 41.712333°N 12.475559°E, risalente al medioevo e usata a guardia del castrum.
- Borgo di Torre Guidaccia, su via Clarice Tartufari. 41.743175°N 12.452008°E

Il piccolo borgo, costruito su un castrum dell'età repubblicana, prende il nome dalla Torre Guidaccia del XV secolo. È presente una cappella del XIX secolo.
- Castel Romano, su via di Trigoria. Casale del XVIII secolo. 41.726787°N 12.459005°E

Il castello originale risale, probabilmente, al 996.
- Osteria del Malpasso, su via Romeo Collalti. Casale del XIX secolo. 41.768351°N 12.437012°E
- Casale Colonna a Monte Migliore, su via Laurentina. Casale del XX secolo. 41.725834°N 12.509464°E

### Architetture religiose
- Chiesa di Sant'Andrea apostolo in Castel di Decima, su via Clarice Tartufari. Chiesa del XVIII secolo.
- Chiesa di Santa Maria Assunta e San Michele a Castel Romano, all'incrocio tra via Giovanni Zibordi e via Ettore Janni. Chiesa del XX secolo. 41.765992°N 12.480995°E
- Chiesa di San Romualdo abate, su via Nazzareno Strampelli. Chiesa del XX secolo.

Parrocchia eretta il 1º novembre 1979 con il decreto del cardinale vicario Ugo Poletti "Il Santo Padre".
- Cimitero Laurentino, su via Laurentina km. 13.500. 41.760791°N 12.494132°E

Nell'area del cimitero è presente la Cappella del Gesù Risorto, costruita fra il 2010 e il 2012 su progetto dall'architetto Giovanni Testa.

### Siti archeologici
- Area archeologica di Decima, dove sono stati scoperti una necropoli e un centro abitato.

### Aree naturali
La zona è interamente compresa nella Riserva naturale di Decima-Malafede.

## Geografia antropica

### Urbanistica
Nel territorio di Castel di Decima si estende la zona urbanistica 12I Decima.

### Suddivisioni storiche
Del territorio di Castel di Decima fanno parte le frazioni di Colle dei Pini, Monte Migliore, Schizzanello e Trigoria.